# Bastion de Santa Lucia
Le Bastion de Santa Lucia (en italien ; Bastione di Santa Lucia) est un élément du Bastion Fortezza au sommet nord des remparts de Grosseto, (province de Grosseto en Toscane).

## Histoire
Le bastion, avec le bastion Vittoria, est l'un des deux bastions mineurs qui s'ouvrent depuis le bastion Fortezza avec la pointe tournée vers le centre historique; par rapport à l'autre rempart il est situé un peu plus au nord.
Le bastion de Santa Lucia, construit lors de la reconstruction des murs du XVIe siècle, renferme l'imposante masse du Cassero Senese et, comme presque tous les autres bastions, est équipé de sabords. Le rempart conserve une échauguette en briques reposant sur deux socles en travertin ; au-dessus repose un petite niche, aujourd'hui dépourvue de la cloche d'origine.

## Galerie

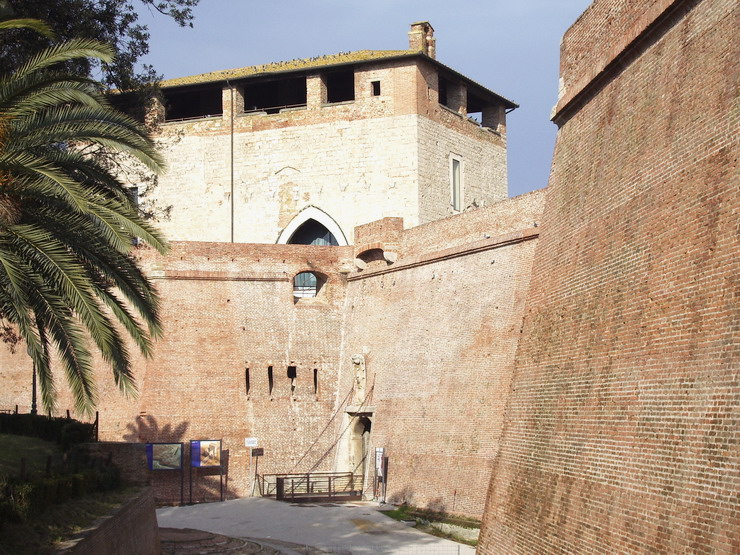
Bastion vu du côté nord